# Лэйфилд, Джон
Джо́н Ча́рльз Лэ́йфилд (англ. John Charlies Layfield, род. 29 ноября 1966, Суитуотер, Техас) — бывший американский рестлер и игрок в американский футбол, более известный как Джо́н «Брэ́дшоу» Лэ́йфилд (англ. John «Bradshaw» Layfield, сокращённо JBL (Джей-Би-Эл)). В настоящее время работает в WWE на бренде Raw, где является менеджером Барона Корбина. Также является финансовым комментатором на каналах Fox News и Fox Business Network. Он также работает в компании Northeast Securities в качестве старшего вице-президента.
Лэйфилд стал известным в WWE (ранее World Wrestling Federation, WWF) в эпоху Attitude под псевдонимом Брэдшоу, в это время он стал трёхкратным командным чемпионом WWF с Роном «Фааруком» Симмонсом в составе Acolytes Protection Agency (APA) — пары сильных и жёстких наёмников, которые, кроме того, что иногда занимались рестлингом и выполняли «работу» для «клиентов», проводили большую часть времени, сидя в своем «офисе», играя в карты, попивая пиво, дерясь с людьми за кулисами, а затем отправлялись в бары и участвовали в драках. В 2004 году Симмонс завершил карьеру, команда APA распалась, а Лэйфилд был получил образ Джона «Бредшоу» Лэйфилда — грубого, задиристого, вспыльчивого, злобного и многословного техасского бизнесмена, который приезжал на арену на лимузине. Этот образ был основан на реальных достижениях Лэйфилда как инвестора фондового рынка. Позже, в том же году, он завоевал титул чемпиона WWE и удерживал его в течение 280 дней. За месяц до своего ухода с ринга на WrestleMania 25 в 2009 году, он выиграл титул интерконтинентального чемпиона WWE, что сделало его 20-м чемпионом Тройной короны и 10-м чемпионом Большого шлема WWE.
После окончания карьеры Лэйфилд стал комментатором программ WWE. Лэйфилд был введен в Зал славы WWE в 2020 году.

## Карьера футболиста
В общественном колледже Тринити-Вэлли, Лейфилд был коллегиальным тренером по американскому футболу и игроком Христианского университета Абилина. В «Абилине» Лейфилд проведя два года выходя в стартовом составе на позиции лайнмена, был вызван первой командой на конференцию All-Lone Star как юниор и старший. Вскоре на правах свободного агента Лейфилд подписал контракт с клубом «Лос-Анджелес Рейдерз», но был освобожден ещё до начала сезона 1990 года. Во Всемирной лиге американского футбола Лейфилд действительно играл на позиции правого тэкла, начиная все десять игр сезона 1991 года за «Сан-Антонио Райдерз», нося майку под номером 61. Бывший главный тренер «Даллас Ковбойз» Джейсон Гарретт являлся квотербеком этой команды.

## Карьера в рестлинге

### Начало карьеры (1992—1996)
Первыми тренерами которые занимались обучением Лейфилда в реслинге были Блэк Барт и Брэд Рейнганс И в сентябре 1992 года, он дебютировал в промоушене Global Wrestling Federation (GWF) базирующейся в Техасе. Его первым гиммиком был «Джон Хоук» (англ."John Hawk"), который играл двоюродного брата Братьев Уиндхэм. Вместе с Бобби Данкамом-младшим он сформировал команду Техасские Мустанги (англ."Texas Mustangs"); с которой 27 ноября они быстро выиграли командные чемпионства GWF у Грубых Наездников (англ. Rough Riders) (Блэк Барт и Джонни Мантелл)., но 29 января 1993 года проиграли их команде под названием Плохая Порода (англ. Bad Breed) (Иэн и Аксель Роттен).
В январе 1993 года Лейфилд отправился в своё первое турне по Японии, вместе с Джорджем и Сундси Такано выступая в промоушене Network Of Wrestling (NOW). Позже в том же году он  выступал в Мексике за промоушен Consejo Mundial de Lucha Libre (CMLL), выходя под рингнеймом «Вампиро Американо» (англ."Vampiro Americano") и часто объединялся в команду с «Канадским Вампиро». Также выступал за Международную федерацию Луча Свободы, где выиграл их главный титул промоушена чемпиона в тяжелом весе. 25 декабря 1993 года Хоук вместе с Блэк Бартом выиграл свой второй командный титул GWF у Стива Дэйна и Чаза Тейлора. Но 3 июня 1994 года они проиграли их The Fabulous Freebirds (Джимми Гарвин и Терри Горди).
В июне 1994 года он отправился в турне по Европе, в составе  ростера промоушена  Catch Wrestling Association (CWA) которым руководил Отто Ванца, где он выступал до конца года в Австрии и Германии. В январе 1995 года Лейфилд присоединился к филиалу NWA базирующегося в Далласе. 14 января 1995 года он выигрывает Североамериканское чемпионство NWA в тяжелом весе, победив Кевина Фон Эриха.  Но  спустя два месяца он проигрывает чемпионский титул  Грегу Валентайну. И до мая 1995 года, он продолжал выступать за филиал NWA находящейся в Далласе.
В июне 1995 года Лейфилд вернулся обратно в Японию, но не в промоушен NOW который закрылся недавно, а вместе с остальным ростером  и Геничиро Тенрю в WAR (Wrestle Association R) , где он выходил под псевдонимом «Маска смерти» (англ."Death Mask"). С июня по декабрь 1995 года он выступал в Австрии и Германии за Catch Wrestling Association, где в ноябре 1995 года выиграв командное чемпионство мира вместе с Пушечным ядром Гризли. В декабре того же года он должен был присоединиться к Smoky Mountain Wrestling, чтобы сразиться с Бадди Ленделом, но этого не произошло из-за закрытия компании в ноябре. С декабря 1995 по февраль 1996 года он выступал в промоушене Confederate Wrestling Alliance находящейся в Далласе, штат Техас.

### World Wrestling Federation / World Wrestling Entertainment

#### Ранние годы (1995—1997)
В декабре 1995 года Лейфилд (как «Джон Хоук») дебютировал во Всемирной федерации рестлинга, проиграв в темном матче Савио Веге . 27 января 1996 года, на эпизоде WWF Superstars состоялся его дебют на телевидении, где он в роли «Джастина 'Ястреба' Брэдшоу»(англ."Justin 'Hawk' Bradshaw"),  в своем дебютном матче победил Боба Холли Его первоначальным гиммиком являлся образ неотесанного техасского ковбоя (похожего по внешности и характеру на Стэна Хансена), компанию ему в качестве собственного менеджера составлял Дядя Зебакия . И после нескольких своих побед, вместо того, чтобы выжигать своих соперников он чернилами клеймил на них символы «JB» . В течение трех месяцев Брэдшоу оставался непобежденным , пока на эпизоде Raw от 1 апреля, он не проиграл Гробовщику по дисквалификации. 22 сентября 1996 года на PPV In Your House 10: Mind Games Брэдшоу проиграл матч на Карибском ринге Савио Веге. К концу года персонаж исчерпал себя полностью, возможно запомнившись только ссорой с Савио Вегой и матчем с Фату, который он выиграл его всего за восемь секунд. И после поражения в гандикап матче Джесси Джеймсу от 9 декабря он атаковал Зебекию, который случайно стоил ему матча.

#### Новые Блэкджеки (The New Blackjacks) (1997—1998)
В феврале 1997 года Лейфилд объединился со своим сюжетным двоюродным братом Барри Уиндхэмом, дабы сформировать команду Новые Блэкджеки (англ. New Blackjacks), в комплекте с традиционными усами «Блэкджек» и короткими, черными как смоль волосами. В конце 1997 года Брэдшоу отправился в промоушн United States Wrestling Association (USWA), где выступал в одиночном забеге (без Уиндхэма). Однажды во время своего пребывания в USWA он помог своему бывшему менеджеру в WWF Датчу Мантелу (более известному в WWF как дядя Зебекия) победить Джерри Лоулера в матче за объединённое Мировое чемпионство USWA в тяжелом весе.
В течение всего 1997 года травмы Уиндхэма становилось все больше, что привело к распаду команды, и тепррь Лейфилд лишь изредка выступал на телевидении в образе Блэкджека Брэдшоу, но лишь только когда объединялся с коллегой из Техаса Терри Фанком. No Way Out of Texas: In Your House он заработал тайтл шот за Североамериканское чемпионство NWA в тяжелом весе против Джеффа Джарретта выиграв его по дисквалификации, но Джарретт сохранил титул, так как он не может перейти из рук в руки по дисквалификации. В 1998 году он выступал в качестве мидкардера, с такими рестлерами, как Марк Меро в Mayhem в Манчестере, группировкой Кайентай (Фунаки, Дик Того, и Мен Teйо) с Такой Мичиноку в гандикап матче на Over the Edge, в котором Мичиноку был удержан, и в матче Вейдером по правилам удержание в любом месте на шоу Breakdown, который выиграл Брэдшоу.

#### Защитное агентство Аколитов (Acolytes Protection Agency) (1998—2002)

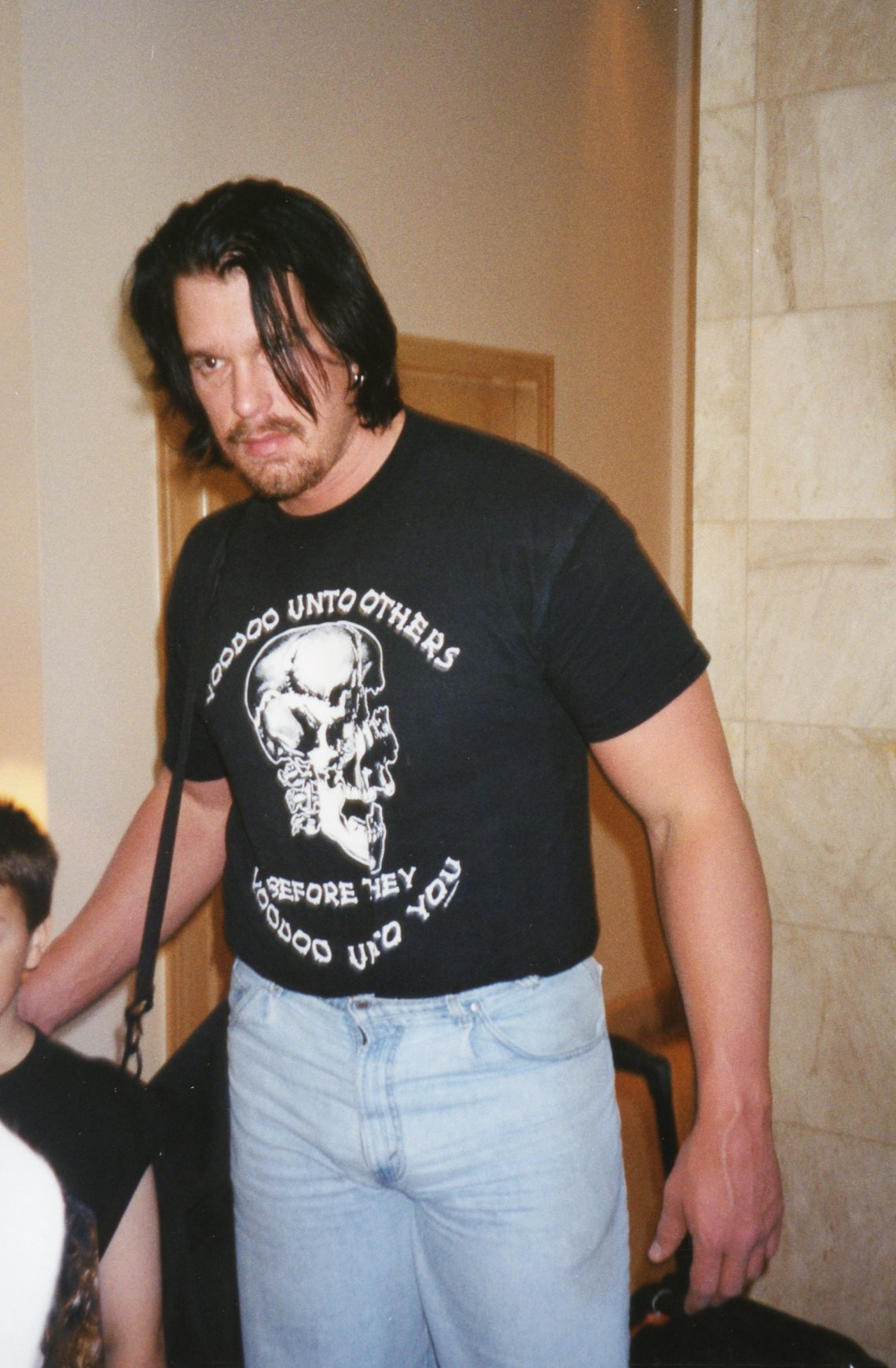
Брэдшоу во время его работы в Acolytes Protection Agency

В 1998 году на Sunday Night Heat, прямо перед Survivor Series, Брэдшоу объединился с бывшим лидером Нации Доминации Фааруком, в команду Приверженцев (англ. Acolytes), которой руководил Джекил. Их главным образом являлся темный дуэт, который известен своей нераскаявшейся жестокостью по отношению к своим противникам, оккультными символами, нарисованными на их груди, и символом пентаграммы Некрономикона «врата Йог-Сотота» на их черных трико. Вскоре после того, как Джекил покинул WWF, Фаарук и Брэдшоу присоединились к новой группировки Гробовщика Министерство Тьмы. Министерство продолжало враждовать с Корпорацией. Будучи частью Министерства, Брэдшоу враждовал с Кеном Шемроком. Вскоре эти две группировки объединились в Корпоративное министерство (англ. Corporate Ministry), но распались после того, как Ледяная Глыба Стив Остин победил Гробовщика в Fullly Loaded.  В сентябре того года, когда «Гробовщик» ушёл на перерыв, мрачные гиммики Брэдшоу и Фаарука исчезли навсегда.
На эпизоде Raw Is War от 31 мая 1999 года Аколиты (все ещё в составе Корпоративного министерства) выиграли свои первые титулы командных чемпионов WWF, победив Кейна и Икс-Пака. В эпизоде Raw Is War от 5 июля они уступили титулы команде Харди Бойз (Мэтт и Джефф) перед тем, как победить Харди и их менеджера Майкла «P.S.» Хейса на Fullly Loaded для их второго командного чемпионства WWF. На эпизоде Raw Is War от 9 августа они проиграли титулы Кейну и Икс-Паку.
Вскоре дуэт и вовсе стал любимцами публики, сменив свой гиммик на манеру курящих сигары и барных драчунов по найму. Одетые в джинсах и футболках Фаарук и Брэдшоу стали представителями Агентства по защите послушников (APA) (англ. Acolytes Protection Agency) с девизом «потому что нам нужны деньги на пиво». Дуэт часто видели в подсобных помещениях арен за покерным столом, а позже с дверным проемом в рамке, комично расположенным посреди часто больших, открытых проветриваемых окон.
Аколиты заработали свой тайтл-шот Командных чемпионов WWF на шоу Royal Rumble против New Age Outlaws (Дорожный Пёс и Билли Ганн), но проиграли матч. Их следующий их шанс за титульный матч был на шоу Fully Loaded, где они столкнулись с Эджем и Кристианом. Аколиты выиграли у них матч по дисквалификации, но чемпионами не стали так как титулы по дисквалификации не передаются. После неудачной борьбы за командные титулы в 2000 году APA выиграли свой третье командное чемпионство WWF на эпизоде Raw is War от 9 июля 2001 года, победив Братьев Дадли (Бубба Рэй и Ди-Фон). Но на эпизоде SmackDown! от 9 августа они уступили командные титулы членам Альянса Даймонду Далласу Пейджу и Крису Каньону.
22 октября на эпизоде Raw Is War Брэдшоу победил Урагана выиграв у него титул чемпиона Европы WWF, тем самым выиграв свой первый титул в одиночном забеге в WWF. 1 ноября в эпизоде SmackDown! он проиграл титул Кристиану. На No Way Out 2002 года APA выиграли в матче по правилам Tag Team Turmoil, и в результате они оспаривали командные титулы на WrestleMania X8 вместе с Харди и Дадли в матче на выбывание. Чемпионы на тот момент Билли и Чак сохранили свои титулы.

#### Одиночные забеги (2002—2003)

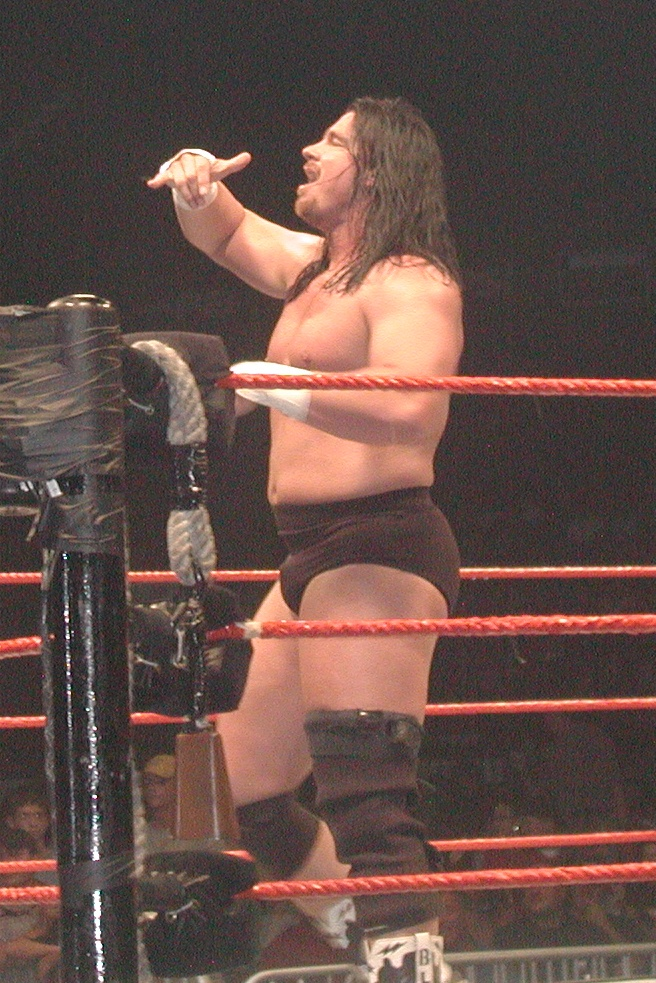
Лейфилд на хаус шоу в 2002 году, во время его пребывания в роли Брэдшоу

Вскоре после Рестлмании пути Фаарука и Брэдшоу временно разошлись из-за деление брендов. В связи с его переходом на бренд Raw, был сделан повышенный акцент в его гиммике, основываясь на его техасских корнях, что включало в себя выход на ринг с ковбеллом и объединение в команду с коллегой из Техаса Ледяной Глыбой Стивом Остином. Брэдшоу помог Остину во вражде последнего против nWo, объединившись с ним против них, где он  также имел короткую вражду со Скоттом Холлом, столкнувшись с ним на Backlash и проиграл ему из-за вмешательства Икс-Пака. После ухода Остина из WWE он присоединился к хардкорному дивизиону за титул Хардкорного чемпиона WWE  выиграв его семнадцать раз, причем его первая победа за титул была одержана над Стивеном Ричардсом на эпизоде Raw от 3 июня. Он также переименовал название титула в Хардкорное чемпионство Техаса. Именно в это время его финишер «Клоузлайна из ада» (англ. «Clothesline From Hell») был ненадолго переименован   в «Клоузлайн из Техаса» (англ. «Clothesline From Texas») или «Клоузлайн из глубины сердца Техаса» (англ. «Clothesline From Deep in the Heart of Texas»). Причем последний вариант многолетний комментатор WWE Джим Росс часто называл его именно таким, но в итоге данный прием вернулся вновь к своему первоначальному названию.
В хардкорном дивизионе ещё до того как титул был объединен Интерконтинентальным чемпионом WWE Робом Ван Дамом в августе 2002 года, Брэдшоу несколько раз враждовал и обменялся титулом с такими рестлерами, как Ричардс, Шон Стасиак, Рэйвен, Кристофер Новински, Биг Шоу, Джастин Кредибл, Джонни Стамболи, Краш Холли, Джефф Харди и Томми Дример.  В сентябре на хаус шоу 2002 года, Брэдшоу получил разрыв левого бицепса и выбыл из строя на полгода, после травмы вернулся в Ohio Valley Wrestling, а спустя несколько недель вновь в основной ростер WWE.

#### Воссоединение APA (2003—2004)
19 июня 2003 года на эпизоде SmackDown! Брэдшоу вместе  с Фааруком вернулись, спасти Гробовщика от рук Чака Палумбо и Джонни Стамболи, тем самым воссоединив в процессе APA. Вернувшись в своем новом образе,  подстриг свои длинные волосы, вернув им естественный цвет и стал чисто выбрит. На эпизоде SmackDown! от 26 июня APA вместе с Гробовщиком победили Стамболи, Палумбо и Нунцио. На шоу Vengeance Брэдшоу выиграл матч по правилам барная драка, в котором участвовали вместе Фааруком и множество других суперзвезд мидкарда и остальных сотрудников WWE. На No Mercy дуэт проиграл братьям Бэшем.
30 октября на эпизоде SmackDown! APA победила Биг Шоу и Брока Леснара по дисквалификации после того, как Леснар ударил Фарука стальным стулом. На эпизоде SmackDown! от 13 ноября Брэдшоу победил Эй-Трейна. 16 ноября на pay-per-view шоу Survivor Series Брэдшоу был частью команды Курта Энгла, в котором они встретились с командой Брока Леснара в традиционным командном матче пять на пять на выбывание. Брэдшоу удалось устранить Эй-Трейна, но сам был устранен Биг Шоу. Однако его команда  выиграла матч (выжившими остались Бенуа и Сина). 20 ноября на эпизоде SmackDown! Брэдшоу потерпел поражение от Эй-Трейна, тем самым положив конец их короткой вражде. На WWE Tribute to the Troops 25 декабря APA победила Величайшую команду в мире (Чарли Хасс и Шелтон Бенджамин).
25 января 2004 года Брэдшоу принял участие в матче Royal Rumble выйдя под номером 5, но быстро был выбит будущим победителем битвы Крисом Бенуа. На No Way Out, APA столкнулась в командном поединке с Величайшая командой в мире, но проиграли им. На WrestleMania XX они безуспешно оспаривали Командное чемпионство WWE в фатальном четырёхстороннем матче. Данный гиммик длился до эпизода SmackDown от 18 марта! пока они вновь не проиграли титульный командный матч с условием «Ты уволен» нынешними командными чемпионами WWE Рикиши и Скотти 2 Хотти . Генеральный менеджер SmackDown Пол Хейман, был расстроен оскорблением со стороны APA, сказав Фааруку, что если он не выиграет вышеупомянутый матч, то «он будет уволен». После матча Брэдшоу привел Фаарука обратно в офис Хеймана, заявив, что они не были уволены, а просто подают в отставку. Но Хейман немного по другому прояснил данную ситуацию и указал на то, что если они не выиграют титулы, то Брэдшоу скажет Фааруку: «Ты уволен». Данная причина, по которой он должен ему это сказать  заключалась в том, что «Руководство WWE» все ещё видело в Брэдшоу большой потенциал большой звезды в компании . Он оставил их наедине после того, как сказал Брэдшоу подумать о своем собственном будущем. Затем Фаарук крикнул вслед Хейману, не потому что его уволили, а потому что они (Фаарук и Брэдшоу) сами уволились. Однако, Брэдшоу, все ещё колебался по этому поводу. Фаарук воспринял эти его действия как намек на то, что он не уйдет вместе с ним в отставку, и поэтому Фаарук сам распустил APA  и ушёл. Это заставило Брэдшоу хиллтернутся. Хотя на самом деле WWE решила прекратить использовать Рона Симмонса  как персонажа в прямом эфире. Первоначально он был освобожден от контракта, но позже его вновь вернули  для закулисной работы WWE на различных ролях.

#### Чемпион WWE (2004—2005)

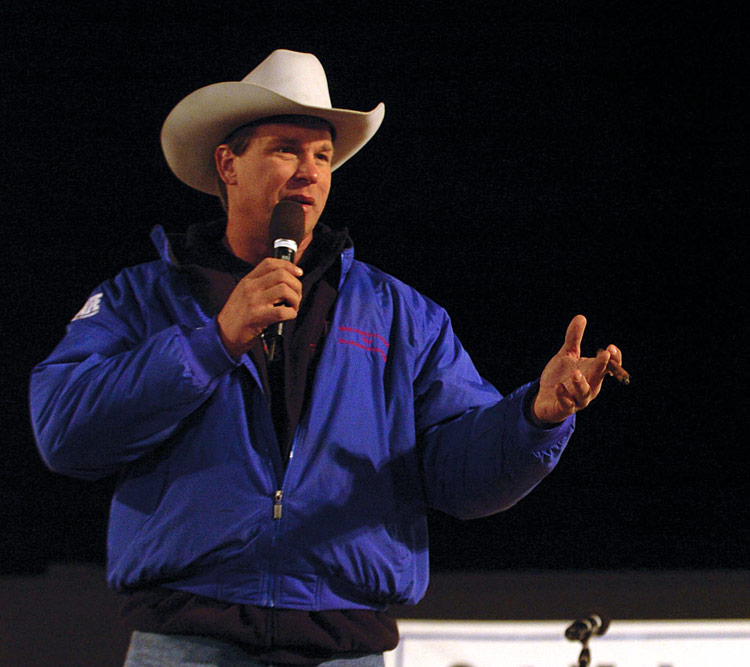
После разрыва с партнёром по команде APA Фааруком Брэдшоу переименовал себя в Джона «Брэдшоу» Лейфилда, высокомерного техасского миллионера

После того, как персонаж Фаарука исчез  с экранов телевидения WWE, Брэдшоу продолжил использовать свой гиммик в стиле Дж. Р. Юинга, в комплекте с костюмом, ковбойской шляпой и галстуком, где он начал свой первый путь в мейн эвенты, когда такие рестлеры как Курт Энгл и Биг Шоу получили травмы, а Брок Леснар покинул компанию, WWE понадобился тот кто бы, встретился лицом к лицу с действующим Чемпионом WWE Эдди Герреро. Вскоре Брэдшоу стал называть себя Джоном «Брэдшоу» Лейфилдом, или в сокращение JBL (Джей-Би-Эль). Название его последнего финишера было частью перестроенного, ставший в Клоузлайн с Уолл-стрита (англ. Clothesline From Wall Street), пока позже он не вернул ему первоначальное название. Его первая промо состоялась на границе между Техасом и Мексикой, где он охотился на прибывающих к границе нелегальных иммигрантов, где за это получит премию «Great American Award», которая дает право победителю претендовать за титул чемпиона WWE. В итоге он выиграл эту награду, благодаря тогдашнему генеральному менеджеру SmackDown! Курту Энглу, и Джей-Би-Эль сразу же бросил вызов за мировой титул Эдди Герреро.
16 мая на pay-per-view Judgment Day Джей-Би-Эль победил Герреро по дисквалификации в матче за титул чемпиона WWE, но поскольку титул не может перейти из рук в руки по дисквалификации, Герреро сохраняет свой титул. Но на pay-per-view The Great American Bash прошедшего 27 июня, Джей-Би-Эль спорно выигрывает свое первое и единственное мировое чемпионство WWE, у Герреро в матче по правилам Техасская петля для быка (англ. Texas Bull Rope). Первоначальное решение о победе Герреро было отменено генеральным менеджером бренда Куртом Энглом, присудившим победу в матче и титул Джей-Би-Элю.; повтор показал, что Джей-Би-Эль все же раньше коснулся четвёртого угла Герреро. И спустя две недели Джей-Би-Эль выигрывает матч-реванш в стальной клетке, опять с помощью того же Энгла.
Перед главным шоу лета SummerSlam Джей-Би-Эль заявил, что он не будет защищать свой титул на данном шоу, но Гробовщик все же бросил ему вызов за титул. Примерно в это же время Джей-Би-Эль нанял Орландо Джордана, чтобы тот помогал ему в титульных матчах. На SummerSlam Джей-Би-Эль выиграл матч по дисквалификации после того, как Гробовщик ударил его титульным поясом. После матча Гробовщик провел ему Чокслэм на крыше его лимузина. Следующие несколько недель Джей-Би-Эль носил ортопедический корсет в комплекте со своей ковбойской шляпой на макушке, дабы продвигать свою «травму». Затем генеральный менеджер SmackDown! Теодор Лонг назначил матч по правилам В последний путь (англ. Last Ride match) за титул на шоу «No Mercy». Где с небольшой помощью от Хайденрайха Джей-Би-Эль сохранил свой титул.
В течение следующих месяцев Джей-Би-Эль удерживал титул, где большинство титульных матчей были выиграны им спорно На Survivor Series Джей-Би-Эль победил Букера Ти, сохранив свой титул чемпиона WWE, ударив того титульным поясом в лицо, когда рефери в тот момент был нокаутирован.. На Armageddon Джей-Би-Эль победил Эдди Герреро, Гробовщика и Букера Ти в четырёхстороннем матче после столкновения с Хайденрайхом, который вывел Гробовщика из строя, что позволило Джей-Би-Эль воспользоваться преимуществом и провести Букеру Клоузлайн из ада, дабы получить победу удержанием.

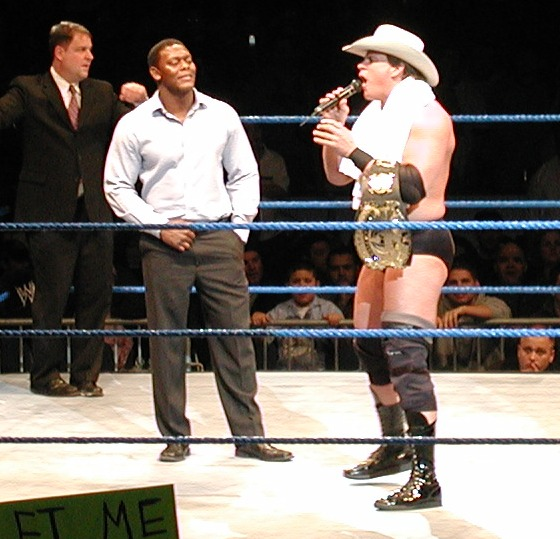
Кабинет: «Глава администрации» Орландо Джордан и Чемпион WWE Лейфилд

Во времена, когда Джей-Би-Эль был мировым чемпионом WWE, он работал в группировке под названием Кабинет (англ. «The Cabinet»). На пике своего развития в группировке находился Орландо Джордан, который был «начальником штаба» Джей-Би-Эля, а также Дуг и Дэнни Бэшем, которые до ухода из кабинета 16 июня 2005 года в эпизоде SmackDown! были его «со-секретарями обороны». Эми Вебер входила в состав группировки, будучи консультантом Джей-Би-Эля по имиджу, но позже покинула компанию.  WWE объяснил  это тем , что Джей-Би-Эль уволил после её случая на эпизоде SmackDown! записанного в Японии. В том эпизоде говорится, что Вебер случайно выстрелила в Джей-Би-Эля из пистолета с транквилизатором, а Джордан — единственный участник, о котором не было объявлено, что он покинул группировку, хотя упоминание термина cabinet после SummerSlam временно приостановили, когда в мае 2006 года Орландо был уволен из WWE.
На Royal Rumble в матче тройной угрозы Джей-Би-Эль защитил свой титул против Биг Шоу и Курта Энгла, удержав последнего после  проведение ему Клоузлайна из ада и против Биг Шоу на No Way Out в матче в стальной клетки с колючей проволокой, где Биг Шоу чокслэмом сбросил Джей-Би-Эля с верхнего каната через ринг, и позже он выполз из-под апрона ринга, тем самым выиграв матч за счет побега из клетки. На следующем эпизоде SmackDown! Джей-Би-Эль устроил «Праздник совершенства», на котором он и его Кабинет отпраздновали его самый длительный рейн в качестве действующего чемпиона WWE за последние десять лет, но вечеринка, была испорчена Биг Шоу и претендентом номер один за главный титул Джоном Синой.
На WrestleMania 21 Джей-Би-Эль проиграл титул чемпиона WWE Джону Сине. Тем самым прервав его  девятимесячный рейн который был объявлен как самый продолжительный за последнее десятилетие, длившимся 280 дней (14 августа 2018 года Эй Джей Стайлз превзошёл его длительный рейн). На эпизоде SmackDown! от 28 апреля Джей-Би-Эль победил Биг Шоу, Букера Ти и Курта Энгла в четырёхсторонний матч на выбывание,  заработав матч-реванш за титул чемпиона WWE, но на  шоу Judgment Day в матче по правилам «Я сдаюсь» вновь проиграл Сине.
12 июня Джей-Би-Эль появился на продвигаемом pay-per-view шоу от WWE ECW One Night Stand в качестве «крестоносца», выступающего против ECW. В течение  всего матча он напал и избивал Блю Минни. WWE воспользовавшись данной ситуацией, заключив с Блю Минни краткосрочный контракт. И на эпизоде SmackDown! от 7 июля Минни воссоединился со своими старыми партнёрами по группировке The Blue World Order, Новой и Стиви Ричардсом и победив Джей-Би-Эля с помощью Мирового чемпиона в тяжелом весе Батисты, который был задрафтован на бренд SmackDown, после того как через несколько недель, Сина был задрафтован на бренд Raw. На The Great American Bash Джей-Би-Эль и Батиста встретились в матче за титул чемпиона мира в тяжелом весе. И Джей-Би-Эль выиграл матч по дисквалификации, после того, как Батиста ударил его стальным стулом, но поскольку титул не переходит из рук в руки из-за дисквалификации, то Батиста сохранил титул за собой. На SummerSlam Батиста победил Джей-Би-Эля в поединке без ограничений, за титул чемпиона мира в тяжелом весе. На эпизоде SmackDown от 9 сентября! Джей-Би-Эль вновь проиграл ещё один матч-реванш с Батистой в матче по правилам буллроп в Техасе, тем самым положившем конец их вражде.

#### Чемпион Соединенных Штатов (2005—2006)

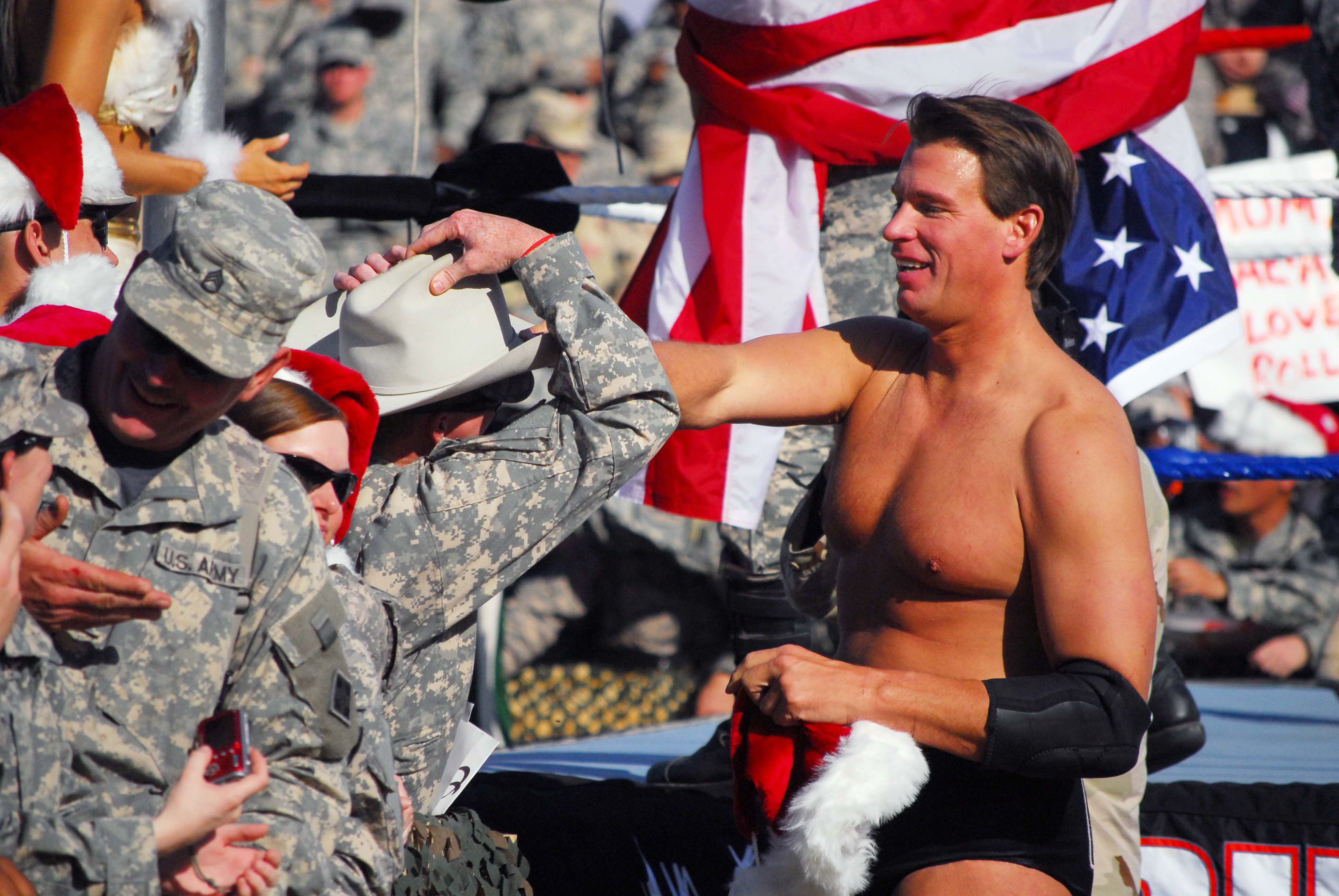
Лэйфилд на Tribute to the Troops

16 сентября на эпизоде SmackDown! он проигрывает поединок Рею Мистерио. Дабы «исправить» свою карьеру, Джей-Би-Эль нанимает Джиллиан Холл. И на шоу No Mercy в матче-реванше Джей-Би-Эль победил Рея Мистерио. В начале 2006 года Джей-Би-Эль затеял вражду с Бугименом, который в новом году неоднократно его пугал. У них был небольшой матч на Royal Rumble, в котором Бугимен выиграл. Следующим его соперником был Бобби Лэшли, которого Джей-Би-Эль победил на No Way Out. 24 февраля 2006 года на эпизоде SmackDown! он получил перелом руки от Криса Бенуа в командном матче из шести человек, сайт WWE.com объявил, что операция прошла успешно. Вернувшись, Джей-Би-Эль начал фьюдить с Бенуа, где победил его за титул Чемпиона Соединённых Штатов на WrestleMania 22 В течение всего времени Джиллиан Холл оставалась на стороне Джей-Би-Эля пока на эпизоде SmackDown от 21 апреля, он уволил её из-за ошибки, которую она допустила во время матча-реванша в стальной клетке между ним и Бенуа неделей ранее, а также из-за того, что она не организовала для него «подходящее» празднование.
Оставаясь чемпионом Соединённых Штатов, он ещё, оспаривал титул мирового чемпиона в тяжелом весе. За несколько недель до его титульного матча, он пытался морально ослабить действующего чемпиона Рея Мистерио, поскольку Мистерио противостоял любому сопернику по выбору Джей-Би-Эля, наживаясь на его словах от том, что Мистерио «человек слова» и что справится с кем угодно. В одиночных забегах  не титульных матчах , Мистерио потерпел поражение от Марка Генри и был раздавлен Великим Кали, прежде чем встретиться в матче с Кейном из бренда Raw, который закончился безрезультатно. Что привело к их титульному матчу на шоу Judgment Day, в котором Мистерио выиграл и сохранил свой титул, удержав JBL после проведенного ему фрог сплеша. 26 мая на эпизоде SmackDown! Мистерио поменялся ролями с Джей-Би-Элем, заставив его сразиться с Бобби Лэшли, поставив на кон свой титул Чемпиона Соединённых Штатов, что в результате Джей-Би-Эль проиграл его. Взбешенный, Джей-Би-Эль отправился на SmackDown к генеральному менеджеру Теодору Лонгу где сказал ему, что хочет провести матч-реванш с Мистерио за титул мирового чемпиона в тяжелом весе и что, если Джей-Би-Эль проиграет, то он уйдет. Когда он проиграл матч, толпа на арене начала петь мотив знаменитой песни «Na Na Hey Hey Kiss Him Goodbye». Позже JBL заявил, что у него не было официального контракта с Лонгом на участие в этом матче и что он не собирался покидать бренд SmackDown!. Данный ракурс был использован, чтобы дать Джей-Би-Элю перерыв в реслинге из-за его серьёзной травмы спины.

#### Телевизионный комментатор и карьера парт-таймера (2006—2008)
На шоу ECW One Night Stand Джей-Би-Эль сообщил, что он займёт место Тазза в качестве нового комментатора бренда SmackDown!. И на эпизоде SmackDown! от 16 июня он дебютировал в качестве нового телевизионного комментатора. Также Джей-Би-Эль отметил в комментарии на сайте TheStreet.com, что он навсегда уходит из выступлений на ринге. В своей последней колонке на веб-сайте Джей-Би-Эль написал следующие: "Я также пришёл к убеждению, что вы не можете бороться с отцом времени. Перелом спины, полученный в матче в Англии, усугублённый грыжей и выпячиванием межпозвоночного диска, наконец-то, заставили меня осознать, что моя карьера профессионального рестлера закончена. С тех пор я перешёл на должность телевизионного комментатора во многом так же, как это делал до меня Джесси Вентура."
Однако, 13 ноября 2006 года в мэйн-ивенте хаус шоу WWE, проходящего в Дублине, Ирландия он вернулся на ринг. Объединившись в команду с Мистером Кеннеди и Королем Букером против Братьев Разрушения (Кейн и Гробовщик) и Батисты. На эпизоде SmackDown от 22 декабря Джей-Би-Эль снял промо-ролик, в котором ругал Теодора Лонга и проклинал фанатов за то, что они аплодировали во время Инферно матча (англ. Inferno match) на Armageddon пятью днями ранее („Рим пал не из-за гладиаторов на ринге. Рим пал из-за зрителей на трибунах“).
12 октября 2007 года на эпизоде SmackDown!, Джей-Би-Эль был объявлен в качестве одного из претендентов, за которого фанаты WWE смогут проголосовать, дабы выбрать специального приглашенного рефери на шоу Cyber Sunday в матче за звание мирового чемпиона в тяжелом весе между Батистой и Гробовщиком, но проиграл голосование Ледяной Глыбе Стиву Остину. На Cyber Sunday он устроил жаркую перепалку с теми, кто бежал рядом с ним, и в конечном итоге получил от Остина станнер. После этого он стал в качестве физически телевизионного комментатора, нападая как на Батисту, так и на Гробовщика в середине матча в качестве мести после того, как Батиста провёл ему гарпун, а затем Гробовщик провёл ему чокслэм после его последовательных насмешек над ними, в событиях, приведших к Cyber Sunday. Он оправдал эти действия, объяснив что: „Я на пенсии, но не мертв“ (и что его [Лейфилда] следует уважать).
В декабре 2007 года на шоу Armageddon, во время матча за Чемпионство WWE Джей-Би-Эль представлял комментаторский стол от бренда SmackDown. Где во время этого матча Рэнди Ортон ударил нападающего на него Криса Джерико по комментаторскому столу, за которым находился Джей-Би-Эль, и в разгар матча Джерико „оттолкнул“ его с пути. И спустя несколько минут разъяренный Джей-Би-Эль ударил Джерико с ноги в голову, тем самым приведя к победе Джерико по дисквалификации, что означало, что Ортон сохранил свой титул.

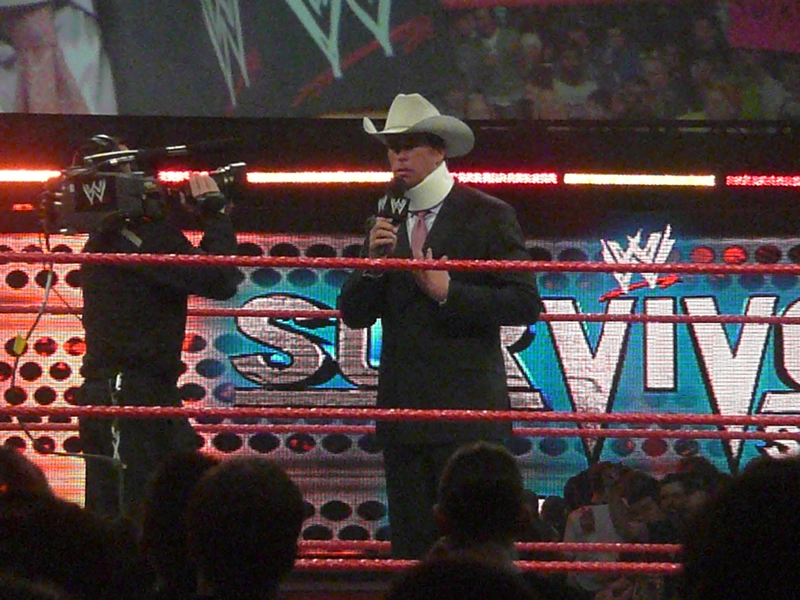
Лейфилд на „Raw“ в 2008 году

На эпизоде Raw от 17 декабря 2007 года Джей-Би-Эль объявил, что он возобновит свою карьеру рестлера в ответ на вызов, брошенный Джерико. 21 декабря на эпизоде SmackDown Джей-Би-Эль выступил с прощальной речью от имени бренда, тем самым официально отметив своё возвращение на Raw 31 декабря. 27 января на шоу Royal Rumble Джей-Би-Эль победил Криса Джерико в их матче по дисквалификации после того, как Джерико ударил его стулом. 11 февраля на эпизоде Raw, дуэт вновь встретился в матче-реванше, который Джерико выиграл.
18 февраля на Raw Джей-Би-Эль вмешался в запланированный матч в стальной клетке между Мистером Макмэном и его внебрачным сыном Хорнсвогглом. Где Винс отхлестал Хорнсвоггла ремнем, а он напал на Финли и приковал его сзади наручниками к верхнему канату ринга. После того, как Мистер Макмэн покинул ринг, Джей-Би-Эль продолжил избивать Хорнсвоггла, отбрасывая его по стенкам клетки. Позже Джей-Би-Эль рассказал Макмэну, что Хорнсвоггл был сюжетным сыном Финли, а не он. 29 марта Джей-Би-Эль ввел Братьев Бриско в Зал славы WWE. 30 марта на Рестлмании XXIV, Джей-Би-Эль победил Финли в матче по правилам Белфастская уличная драка.
С момента возвращения на ринг Джей-Би-Эль первым подал заявку на чемпионский титул, когда он бросил вызов Рэнди Ортону за титул чемпиона WWE и принял участие в фатальном четырёхстороннем матче на выбывание на шоу Backlash, в котором также участвовали Джон Сина и Трипл Эйч. Джей-Би-Эль был выбит первым в матче, после проведённого захвата STF Сины, тем самым возобновив их вражду с 2005 года.. Также Сина победил его на Judgment Day, а затем и на One Night Stand в матче по правилам Первой крови. Но на шоу Great American Bash Джей-Би-Элю удалось всё-таки победить Сину в матче по правилам драка на парковке в Нью-Йорке.

#### Интерконтинентальный чемпион и отставка (2008—2009)

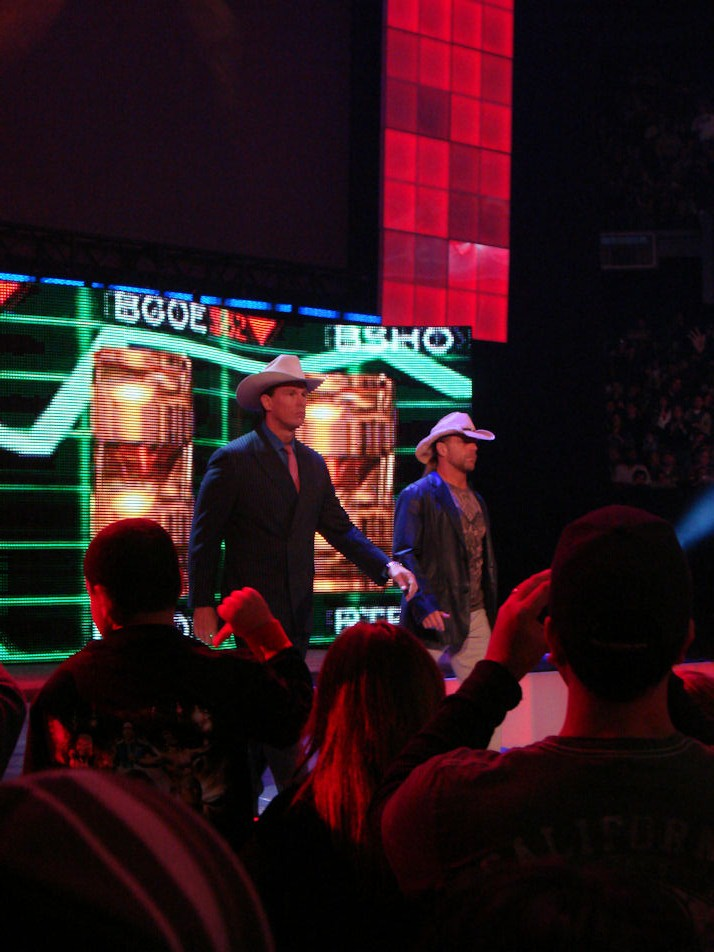
Шон Майклз и Лейфилд

Следующим соперником Джей-Би-Эля на экране был, действующий чемпион мира в тяжелом весе Cи Эм Панк. Во время всей их вражды он оскорблял образ жизни Панка  Straight edge, называв его „скучным“. На эпизоде Raw от 11 августа Джей-Би-Эль вызвал Панка на соревнование, в котором, он утверждал, что Панк не сможет его победить,позже выяснилось что  соревнованием являлось по употреблению алкоголя, где он предложил Панку выпить рюмку виски Jack Daniel's, чтобы доказать, что он сделает все, чтобы остаться чемпионом. Но Панк ввиду своих убеждений наотрез отказался, и прежде чем выпить напиток он выплеснул ему в лицо. На SummerSlam Джей-Би-Эль встретился с Панком в матче за титул чемпиона мира в тяжелом весе, который он проиграл после того, как Панк провел ему свой завершающий финнишер, Go 2 Sleep. 7 сентября на Unforgiven Джей-Би-Эль встретился с Батистой, Кейном, Реем Мистерио и Крисом Джерико (который заменил Панка в матче после того, как на него напал Рэнди Ортон) в матче за чемпионский титул в тяжелом весе. Данный матч Джерико выиграл став чемпион мира в тяжелом весе. На No Mercy Джей-Би-Эль потерпел поражение от Батисты в матче претендента № 1 за титул чемпиона мира в тяжелом весе.
Затем в конце 2008 и начале 2009 года у Джей-Би-Эля начался небольшой фьюд с Шоном Майклзом. На Survivor Series в традиционном командном матче на выбывание пять на пять, в котором команда Майклза одержала победу. После шоу Майклз потерял все свои и личные сбережения семьи из-за глобального финансового кризиса и позже на шоу Armageddon стал сотрудником Джей-Би-Эля. После неудачной попытки завоевать титул чемпиона мира в тяжелом весе против Джона Сины на Royal Rumble Майклз согласился принять участие в матче по правилам „Все или ничего“ на No Way Out 15 февраля 2009 года. Майклз выиграл матч на данном шоу, после того как его жена (которая наблюдала за происходящим в зале) ударила Джей-Би-Эля по лицу, а Майклз провел ему Sweet Chin Music. Что положило конец любыми трудовыми отношениями между ними и положив конец их вражде, а Майклзу по-прежнему получал причитающуюся ему заработную плату.
На эпизоде Raw от 9 марта Джей-Би-Эль победил Cи Эм Панка в матче за Интерконтинентальное чемпионство, таким образом став, десятым чемпионом Большого шлема и двадцатым чемпионом Тройной Короны. Он держал титул в течение одного месяца, проиграв его на WrestleMania 25 Рею Мистерио за 21 секунду. После матча он схватил микрофон и сказал: „Я ухожу!“; на следующий день он объявил о своем уходе в своем блоге WWE Universe.

#### Возвращение за комментаторский стол (2011—2017)
7 марта 2011 года на эпизоде Raw Лейфилд вернулся в WWE в качестве специального приглашенного рефери на матч Майкла Коула против Джерри Лоулера на Рестлмании XXVII. Где он снял промо ролик, в котором утверждалось, что он начинает свое „путешествие обратно к главному событию Рестлмании“, как раз в тот момент, когда он собирался подписать контракт, где его прервал Ледяная Глыба Стив Остин. После короткой ссоры между ними, Остин провел ему станнер и подписал контракт на роль специального приглашенного рефери.
31 марта 2012 года Лейфилд ввел своего бывшего командного партнёра и лучшего друга в реальной жизни Рона Симмонса в Зал славы WWE 2012 года. 23 июля Лейфилд вернулся вместе с Симмонсом на юбилейное Raw 1000 в качестве команды APA, после того как Лита призвала его на помощь в матче Хитом Слейтером. После проведенного им клоузлайна из ада Лита победила Хита Слейтера.

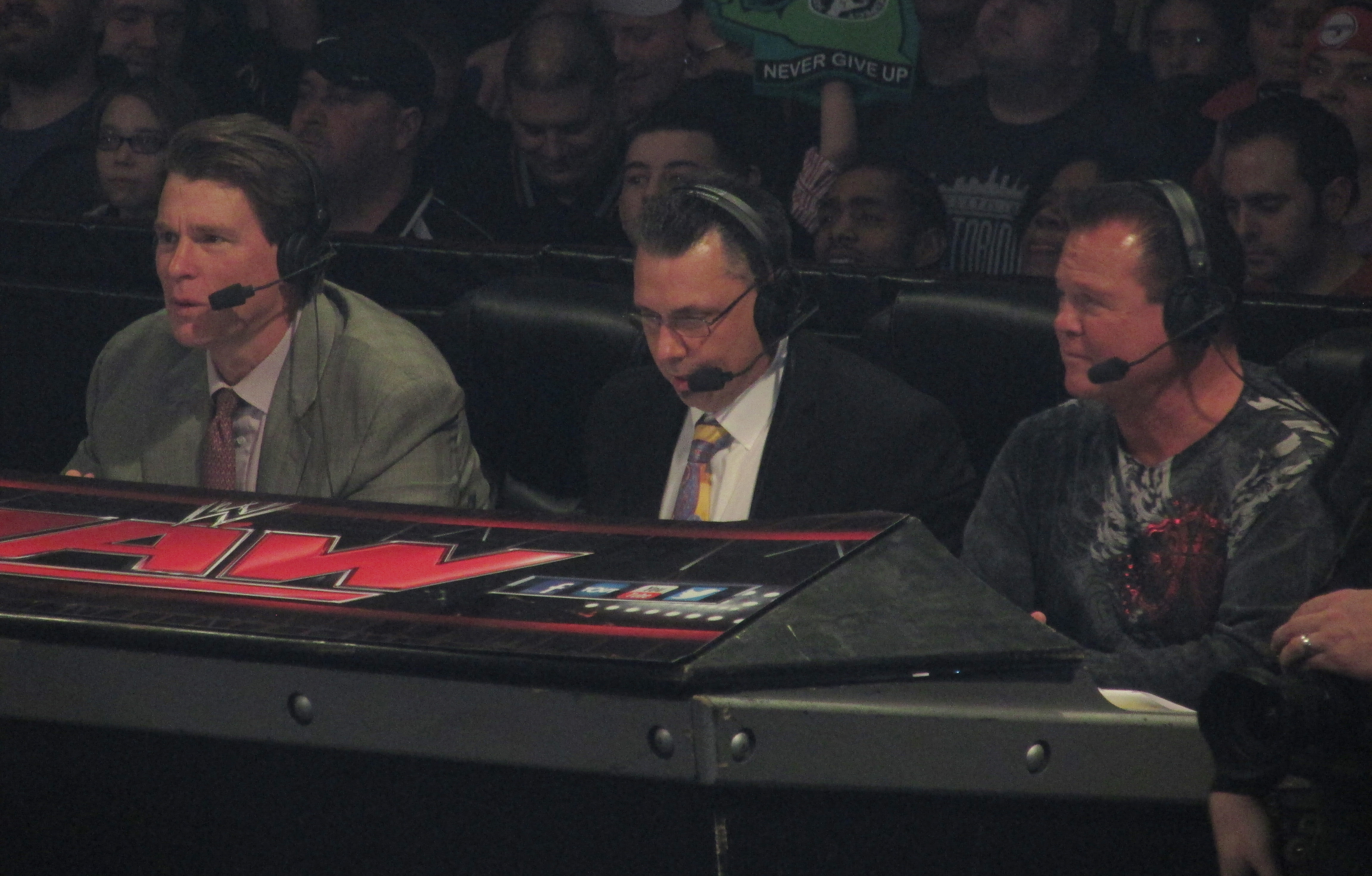
Лейфилд (слева) комментирует Raw с Майклом Коулом (в центре) и Джерри Лоулером (справа) в 2014 году

Начиная с шоу Night of Champions Лейфилд вернулся к своему образу Джей-Би-Эля и время от времени выступал в качестве телевизионного комментатора, заменив Джерри Лоулера, который перенес настоящий сердечный приступ во время эпизода Raw, предшествовавшего Night of Champions. Позже Лейфилд повторно подписал контракт с промоушеном и вернулся на постоянную основу в команду комментаторов SmackDown, вместе с Джошем Мэтьюзом и, в конечном счете, Майклом Коулом. 1 апреля 2013 года Джей-Би-Эль стал третьим комментатором Raw наряду с Майклом Коулом и Джерри Лоулером. Он также была частью команды комментаторов на WWE pay-per-view и комментировал Рестлманию 29. 12 сентября 2013 года Джей-Би-Эль был назначен комиссаром бренда NXT, заменив Дасти Роудса. 26 января 2014 года на Royal Rumble, почти за пять лет Джей-Би-Эль провел свой первый матч WWE в качестве неожиданного участника в Royal Rumble матче. Будучи комментатором всей трансляцию шоу, Джей-Би-Эль покинул комментаторский стол, когда на титантроне появился его номер (#24). Однако он был быстро устранен Романом Рейнсом при попытке передать свой пиджак Майклу Коулу, где вновь возобновил свою роль комментатора трансляции до конца шоу. В июле Джей-Би-Эль ушёл с поста генерального менеджера бренда NXT, где его сменил Уильям Регал. На эпизоде Raw от 19 января 2015 года Джей-Би-Эль вместе с Роном Симмонсом (коллегой по Агентству защиты послушников), The New World Order и The New Age Outlaws атаковали The Ascension, а затем, он провел Виктору Клоузлайн из ада. После WrestleMania 31 на эпизоде Raw от 30 марта, Джей-Би-Эль вместе с Букером Ти и Майклом Коулом получили травмы от Брока Леснара после того, как Сет Роллинс отказал Леснару в матче-реванше за титул чемпиона мира WWE в тяжелом весе.
19 июля 2016 года после драфта, WWE объявила на своем веб-сайте, что Джей-Би-Эль перейдет в команду комментаторов SmackDown, присоединившись к Мауро Раналло и Дэвиду Отунге. Лейфилд вернулся в свою альма-матер, Христианский университет Абилина, в качестве комментатора для двух радиопередач, где футбольная команда ACU встречалась с Хьюстон Баптист Университета и Государственного университета Стивена Ф. Остина прошедшего в сентябре 2016 года. 1 октября 2016 года он впервые появился в Американской спортивной сети, когда команда ACU принимал Университет Центрального Арканзаса. На эпизоде SmackDown Live от 17 января Джей-Би-Эль спас Джерри Лоулера после интервью Лоулера с Дольфом Зигглером, который взял на себя ответственность за сердечный приступ Лоулера в реальной жизни в сентябре 2012 года, прежде чем Зигглер злобно пнул Лоулера в грудь и покинул ринг.

#### Спорадические выступления и введение в Зал славы WWE (2017—2022)
1 сентября 2017 года Джей-Би-Эль объявил, что он уходит из состава команды комментаторов SmackDown Live, дабы сосредоточиться на гуманитарной работе в WWE и за её пределами, став таким образом  глобальным послом Beyond Sport 22 января 2018 года APA появился на юбилейном выпуске Raw , где он играл в покер с другими легендами и суперзвездами. Иногда Лейфилд работает комментатором, как например во время шоу Tribute to the Troops, последнее из которых произошло 4 декабря 2018 года (эфир вышло 20 декабря) в Форт-Худе.
3 марта 2020 года во время WWE Backstage было официально объявлено, что Джей-Би-Эль будет введен в Зал славы WWE в рамках недели Рестлмании 36, однако шоу было отложено из-за пандемии COVID-19. 22 ноября 2020 года на шоу Survivor Series он появился во время Церемония выхода на пенсию Гробовщика. Во время недели Рестлмании 37 Джей-Би-Эль был введен в класс Зала славы WWE 2020 года во время церемонии 2021 года после её задержки в предыдущем году, позже он был участником дискуссии на пре-шоу Рестлмании 37, и давал комментарии об одиночном матче между Кевином Оуэнсом и Сами Зейном.

#### Менеджер Барона Корбина (2022 — по настоящее время)
На эпизоде Raw от 17 октября 2022 года Лейфилд, впервые с 2011 года вновь вернулся к выступления в роли хилла, вернувшись в качестве менеджера Барона Корбина, который взял его на себя в выпуске SmackDown от 2 сентября после поражения в матче против Синсукэ Накамуры.

## Деловая карьера
Промоушен WWE описывает Лейфилда как миллионера, „сделавшего себя сам“. В 2003 году Лейфилд опубликовал книгу по финансовому менеджменту под названием „Теперь у тебя больше денег“ (англ.Have More Money Now). Он и его жена, тогдашний финансовый аналитик Oppenheimer Holdings Мередит Уитни, были представлены в августовском номере журнала Fortune за 2008 год.
Также Лейфилд является основателем компании Layfield Energy. И в 2008 году компания Layfield Energy выпустила напиток под названием MamaJuana Energy. В марте 2009 года его компания стала главным спонсором и рекламодателем, бывшей территории развития WWE, промоушена Ohio Valley Wrestling который базируется в Луисвилле, штат Кентукки.
Вскоре после своего ухода с ринга, Лейфилд постоянно жил на Бермудах. Чувствуя себя ограниченным, живя в Нью-Йорке, он по настоянию своей жены провел лето 2009 года на Бермудах, где пара купила там дом на полный рабочий день. По мере того, как он акклиматизировался на Бермудских островах, он заметил то, что он назвал „почти преобладающим насилием между черными, которое, к сожалению, широко распространено во всех местных районах“, и в 2011 году создал некоммерческую организацию Beyond Rugby Bermuda, используя регби, чтобы предоставить молодым людям альтернативу бандам. Организация является ответвлением южноафриканской некоммерческой организации Beyond Sport, которая использует бег для аналогичных целей; Лейфилд был представлен основателю этой группы, когда он и его жена посетили страну где проходил чемпионат мира по футболу 2010 года. Большую часть своего времени вне WWE, он проводит с организацией, выполняя такие разнообразные обязанности, как сбор средств для знаменитостей и стрижка полей для регби. Beyond Rugby Bermuda начиналась с шести мальчиков; по состоянию на февраль 2017 года в ней приняли участие более 400 мальчиков и девочек. В настоящее время Лейфилд является глобальным послом Beyond Sport наряду с такими фигурами, как Тони Блэр и Десмонд Туту.
Весной 2018 года Высшая лига регби объявила, что они создадут команду для расширения в Нью-Йорке. В этом объявлении было сказано, что соучредителями клуба станут Джеймс Кеннеди и Лейфилд.

## Кабельные новости
В 2004 году Лейфилд был нанят CNBC в качестве соавтора. Во время шоу WWE в Мюнхене, Германия, в начале июня 2004 года, пытался вызвать гнев зрителей, сделав несколько нацистских приветствий и печатных шагов, что является незаконным в Германии. В интервью The Washington Post Лэйфилд объяснил: „У меня образ плохого парня. Я должен подстрекать толпу. Я делал это в течение десятилетий. Я действительно не думал ни о чём таком: я знаю, как это плохо, я жил в Германии, я был в Дахау, видел те места, где они уничтожили миллионы евреев. Я рисую грань между мной и моим персонажем. Это то же самое, как сказать, что Энтони Хопкинс, который играет Ганнибала Лектера, действительно наслаждается каннибализмом“.
Позже Лейфилд покинул CNBC и впоследствии был нанят Fox News Channel и дочерней сетью (и конкурентом CNBC) Fox Business Network в качестве бизнес-комментатора.

## Другие медиа
В апреле 2009 года, после его ухода из WWE, владелец Ohio Valley Wrestling Дэнни Дэвис объявил в пресс-релизе, что Лейфилд будет телевизионным комментатором и ведущим Vyper Fight League, которую Лейфилд также будет спонсировать совместно с Layfield Energy; однако компания закрылась в следующем году.
В ноябре 2012 года Лейфилд начал вести новое шоу на YouTube-канале WWE вместе с Майклом Коулом и Рене Янг под названием Шоу Джей-Би-Эль и Рене (англ. The JBL and Renee Show) (ранее известное как The JBL Show и The JBL и Cole Show). Шоу закончилось в мае 2015 года.
Раньше Лейфилд вел веб-сайт Layfield Report, на котором во многочисленных статьях освещались его различные взгляды и суждения. Работа сайта была завершена в сентябре 2014 года.
Лейфилд появлялся в качестве игрового персонажа в ряде видеоигр WWE. Его первое появление в качестве игрового персонажа было в WWF Attitude, с его последним появлением в WWE 2K22, а также в качестве игрового персонажа в WWF WrestleMania 2000, WWF SmackDown!, WWF No Mercy, WWF SmackDown! 2: Знай свою роль, WWF SmackDown! Просто принесите это, WWF Road to WrestleMania, WWF Raw, WWE WrestleMania X8, WWE SmackDown! Закрой свой рот, WWE Crush Hour, WWE Raw 2, WWE SmackDown! против Raw, WWE WrestleMania 21, WWE Day of Reckoning 2, WWE SmackDown! против Raw 2006, WWE SmackDown против Raw 2007, WWE SmackDown против Raw 2008, WWE SmackDown против Raw 2009, WWE SmackDown против Raw 2010, WWE '13, WWE 2K14, WWE 2K15 в качестве DLC, WWE 2K16, WWE 2K17, WWE 2K18 и "WWE 2K22». Также Лейфилд выступает в качестве комментатора в нескольких играх, включая WWE SmackDown vs Raw 2008, WWE 2K16 и WWE 2K17.
В 2016 году Лейфилд начал транслировать матчи по американскому футболу, выступая в качестве аналитика для пары радиопередач Абилинского христианского университета и двух игр конференции Southland, транслировавшихся по каналу American Sports Network. Его дебют в ASN состоялся в матче против Университета Центрального Арканзаса против Абилин Кристиан, за которым последовал матч ACU против Университета штата Макниз.
В 2021 году Лейфилд начал вести серию подкастов с Джеральдом Бриско.

### Фильмография
| Год       | Название               | Роль         | Заметки                  | Примечания |
| --------- | ---------------------- | ------------ | ------------------------ | ---------- |
| 2012-2015 | Шоу Джей-Би-Эль и Рене | Самого себя  | Веб-сериал; главная роль | [ 133 ]    |
| 2015-2017 | Легенды с Джей-Би-Эль  | Сам (хозяин) | Серии на WWE Network     | [ 140 ]    |

## Личная жизнь
Его родители — Лавель Лэйфилд, священник, и Мэри Лэйфилд.
11 февраля 2005 года Лейфилд женился на своей второй жене Мередит Уитни в Ки-Уэст, Флорида. Ранее 6 июня 1994 года он был женат на Синди Уомак, но развелся в 2003 году.

### Обвинения в издевательствах и дедовщине
Американский еженедельный спортивный журнал Sports Illustrated заявил, что годами Лейфилда «обвиняли» в том, что он хулиганил в раздевалке", в то время как спортивный блок Deadspin описывал, «закулисные истории о дедовщине и издевательствах Лейфилда, те уже давно стали легендой среди фанатов хардкорного реслинга». Dayton Daily News описывала, что на «YouTube имеется десятки интервью, о которых бывшие исполнители обсуждали домогательства, издевательства и реальные удары полученные от Лейфилда во время выступления с ним в якобы срежиссированных поединках». Таблоидная газета Le Journal de Montréal перечислила Марка Генри, Мэтта Харди, Рене Дюпри, Дайвари и Айвори, среди прочих, тех рестлеров, которые говорили в интервью о Лейфилде как  о хулигане. В 2010 году рестлер Миз упомянул Лейфилда в одном  экранном промо ролике о дедовщине, с которой он столкнулся с ним в раздевалке в начале своей карьеры. Лейфилд признался в своих издевательствах над Мизом и сказал, что не жалеет об этом. На телеканале Vice в программе Dark Side of the Ring, Винс Руссо заявляет, что его главной причиной создания печально известного турнира в WWF для всех, это было желание, чтобы кто-нибудь «избил Лейфилда до полусмерти». из-за его бравады (что ему нет равных в барных драках) в раздевалке.
В апреле 2017 года комментатор бренда SmackDown Мауро Раналло ушёл из WWE, по словам журналиста WON Дэйва Мельцера, причиной ухода было вызвано вражда с Лейфилдом Эти обвинения совпали с выходом автобиографии бывшего ринг-аннонсера WWE Джастина Робертса, в которой он утверждал, что Лейфилд украл у него паспорт. Хотя Лейфилд отрицал, что он сам украл паспорт, однако рестлер Джон Моррисон утверждал, что Лейфилд его и Джоуи Меркьюри поощрял украсть паспорт Робертса, на что они не соглашались. Разгневанные фанаты WWE впоследствии призвали WWE уволить Лейфилда. 22 апреля еженедельный журнал Newsweek сообщил что Раналло и WWE «согласились взаимно расстаться», и Раналло опубликовал заявление, в котором он сказал, что его уход не имеет «никакого отношения к Джей-Би-Элю». Вскоре Лейфилд опубликовал собственное заявление, заявив: «По общему признанию, я принимал участие в розыгрышах в раздевалке, которые существовали в индустрии много лет назад. WWE обратилась к моему поведению, и я отреагировал соответствующим образом, однако мое прошлое всплывает из-за недавних необоснованных слухов. Я приношу извинения, если что-то из того, что я сказал, играя „плохого парня“ в телешоу, которое было неправильно истолковано».
В 2001 году в радиопрограмме Get in the Ring рефери Билли Сильверман упомянул, что причиной его ухода из WWF была плохая рабочая обстановка. Например, он рассказал, что «некоторые парни раздели его догола и привязали к тележке, а затем прогулялись с ним по рингу». Он также разоблачил домогательства, которые Лейфилд проявлял к своему коллеге Чарльзу Робинсону, описав первого как «презренного человека».
В книге Hardcore Truth: The Bob Holly Story, написанная рестлером Бобом Холли и опубликованная в 2013 году, рассказывает историю случившееся в аэропорту Канзаса, где Брэдшоу якобы преследовал Стива Блэкмана, чтобы коснуться его задницы. Услышав его предупреждение и не остановившись, Блэкман нанес бы ему жестокий удар.

## В реслинге
- Завершающие приёмы
  - Клоузлайн из ада[2] (Бегущий ударопрочный лариат)
  - Техасская бомба / Бомба Джей-Би-Эль[2] (Выпущенная Пауэрбомба)[2] — 1998—2006
- Коронные приёмы
  - Последний звонок'[2] (Выпадающий слэм, иногда с возвышения)[2]
  - Three Amigos (вертикальный суплекс) — 2006; пародируя Эдди Герреро
  - Короткорукий клоузлайн
  - Раскачивающий некбрейкер[2]
  - Биг бут[2]
  - Swinging full Nelson
  - Множественные заостренные падений на локте[2]
  - Standing thrust spinebuster
  - Падения локтя
  - Удержание спящего[2]
  - Аrgentine backbreaker rack[2]
  - Лариат
  - Захват Лариата
  - Медвежий хук[2]
  - Тычок в глаз[2]
  - Плечевой блок, за спиной сидящего противника
  - Лоу Блоу (удар в промежность)
  - Ныряющий плечевой блок — редко используется после 2000—2004
  - ДДТ[2]
- Менеджеры
  - Дядя Зебекия[2]
  - Скандор Акбар
  - Дже́кил
  - Жаклин
  - Эми Уэбер[2]
  - Джиллиан Холл[2]
  - Рон Симмонс
  - Барон Корбин
- Прозвища
  - «The Wrestling God» — Самопровозглашенный
  - «Джей-Би-Эль»

## Титулы и достижения

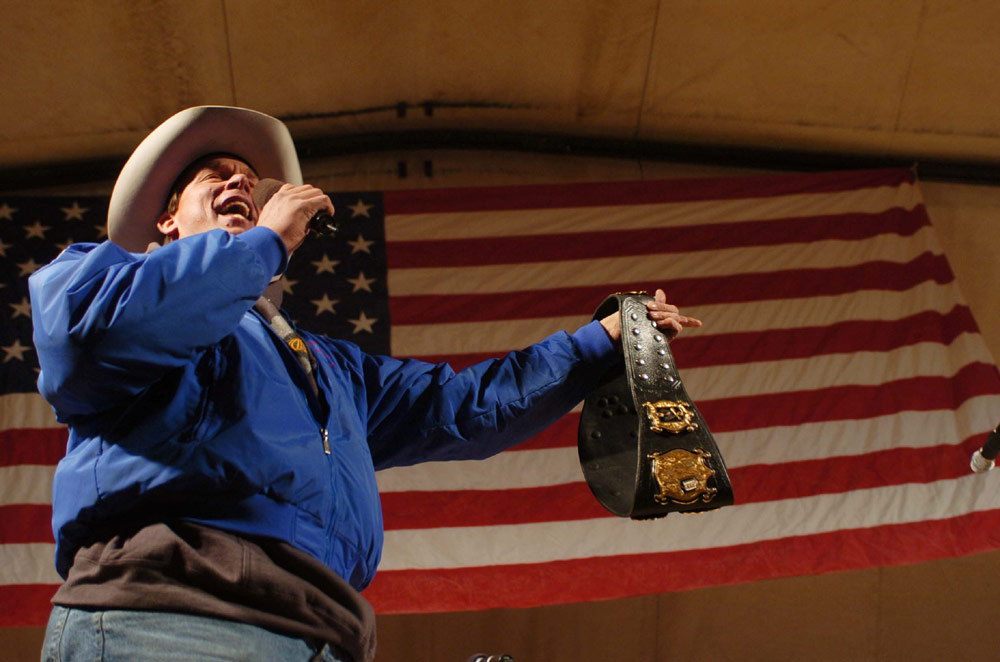
Лэйфилд бывший Чемпион WWE

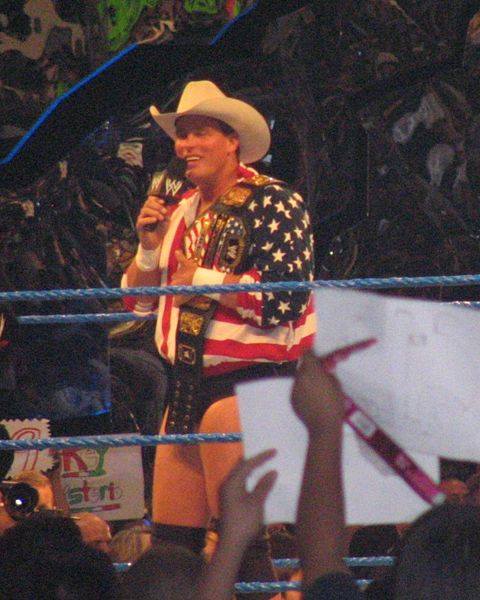
Лэйфилд бывший чемпион Соединённых Штатов

### Студенческий футбол
- Христианский университет Абилина
  - 1989 NCAA Дивизион II Всеамериканский

### Профессиональный реслинг
- Catch Wrestling Association
  - CWA World Tag Team Championship (1 раз)[153] — с Пушечным ядром Гризли
- Cauliflower Alley Club
  - Премия Железного Майка Мазурки (2022)[154]
- Federacion Internacional de Lucha Libre
  - FILL Heavyweight Championship (1 раз)
- Зал славы рестлинга Джорджа Трагоса/Лу Теза
  - Премия Лу Тесза (2012)[155]
- Global Wrestling Federation
  - GWF Tag Team Championship (2 раза)[9] — с Бобби Данкумом-младшим (1) и Блэком Бартом (1)
- Memphis Championship Wrestling
  - MCW Southern Tag Team Championship (1 раз)[156] — с Фаруком
- NWA Dallas
  - NWA North American Heavyweight Championship (1 раз)[10][157]
- Ohio Valley Wrestling
  - OVW Southern Tag Team Championship (1 раз)[158] — с Роном Симмонсом
- Pro Wrestling Illustrated
  - PWI ставит его под № 5 в списке 500 лучших рестлеров 2005 года[159]
  - PWI ставит его под № 496 в списке 500 лучших рестлеров 2003 года
- United States Wrestling Federation
  - USWF Tag Team Championship (1 раз) — с Эквалайзером[160]
- World Wrestling Federation / World Wrestling Entertainment / WWE
  - Чемпион WWE (1 раз)[161][162]
  - Интерконтинентальный чемпион WWE (1 раз)[163][164]
  - Чемпион Соединённых Штатов WWE (1 раз)[165]
  - Хардкорный чемпион WWE (18 раз)[38]
  - Европейский Чемпион WWE (1 раз)[166]
  - Мировой Командный чемпион (3 раза)[167] — с Фаруком
  - Турнир за претендентство #1 на чемпионство WWE (апрель 2005)
  - Race To The Rumble Tournament (2009)
  - Премия Slammy (1 раз)
    - Любимое веб-шоу года (2013) — с Майклом Коулом и Рене Янг для The JBL and Cole Show

  - Двадцатый чемпион Тройной Короны
  - Десятый чемпион Большого Шлема (оригинального формата с 1997 года)
  - Участник Зала славы WWE (Класс 2020 год)
- Wrestling Observer Newsletter
  - Лучший Гиммик (2004)[168]
  - Худший Телевизионный комментатор (2014, 2015)[169][170]
  - Худший матч года (2002) с Триш Стратус против Криса Новински и Джеки Гэйды на Raw,  7 июля[168]
  - Самая отвратительная рекламная тактика (2014) Оскорбление фанатов, купивших подписку на PPV[169]